# Притыкино (Рузский городской округ)
Притыкино — деревня сельского поселения Волковское Рузского района Московской области. Население — 3 чел. (2010). До 2006 года Притыкино входило в состав Покровского сельского округа.
Деревня расположена на севере района, примерно в 23 километрах севернее Рузы, на левом берегу реки Хабня (приток Озерны). Ближайший населённый пункт — деревня Пупки — на южном берегу реки, высота центра над уровнем моря 219 м.

## Население
| 2002 | 2006 | 2010 |
| ---- | ---- | ---- |
| 2    | ↗3   | →3   |